# Et il y eut un matin
Pour plus de détails, voir Fiche technique et Distribution.
Et il y eut un matin est un film dramatique franco-israélien réalisé par Eran Kolirin et sorti en 2021.

## Fiche technique
Sauf indication contraire, les informations mentionnées dans cette section peuvent être confirmées par la base de données cinématographiques IMDb,  présente dans la section « Liens externes ».
- Titre original : ויהי בוקר, Vayehi Boker
- Réalisation : Eran Kolirin
- Scénario : Eran Kolirin, d'après l’œuvre de Sayed Kashua
- Musique : Habib Shehadeh Hanna
- Décors : Amir Yaron
- Costumes : Doron Ashkenazi et Mervat Hakroosh
- Photographie : Shai Goldman
- Montage : Arik Leibovitch et Haim Tabakman
- Producteur : Yoni Paran, Nadav Palti, Tami Mozes Borovitz, Raanan Gershoni, Keren Michael, Nathalie Vallet, Yaël Fogiel et Laetitia Gonzalez
  - Producteur exécutif : Sana Tanous
- Sociétés de production : Les Films du poisson et Dori Media Distribution
- Société de distribution : Pyramide Distribution
- Pays :  France et  Israël
- Langue originale : arabe et hébreux
- Format : couleur — 2,35:1
- Genre : Drame
- Durée : 101 minutes
- Dates de sortie :
  - France : 
    - 10 juillet 2021 (Cannes)
    - 13 avril 2022 (en salles)

  - Israël :
    - 23 septembre 2021 (Haïfa)
    - 17 mars 2022 (en salles)

## Distribution
- Alex Bachri : Sami
- Juna Suleiman : Mira
- Salim Daw : Tarek
- Eihab Salame : Abed
- Khalifa Natour : Mohamed
- Isabelle Ramadan : Zahara
- Samer Basharat : Aziz
- Doraid Liddawi : Nabil

## Accueil

### Critique
En France, le site Allociné recense une moyenne des critiques presse de 3,5/5.

### Sélections
- Festival War on Screen 2021 : Prix du Jury étudiant